# الثمانمائة
الثمانمائة هو فيلم دراما حربي تاريخي صيني من بطولة وو جيانغ،تشانغ يي ولي تشن،الفيلم مبني على أحداث حقيقية خلال معركة شانغهاي،عرض الفيلم في الصين في 21 أغسطس 2020.

## روابط خارجية
الثمانمائة على موقع IMDb (الإنجليزية)
- الثمانمائة على موقع ميتاكريتيك (الإنجليزية)
- الثمانمائة على موقع روتن توميتوز (الإنجليزية)
- الثمانمائة على موقع ألو سيني (الفرنسية)
- الثمانمائة على موقع قاعدة بيانات الفيلم (الإنجليزية)
- الثمانمائة على موقع ليتربوكسد (الإنجليزية)
- الثمانمائة على موقع كينوبويسك (الروسية)